# Charles de Rémusat

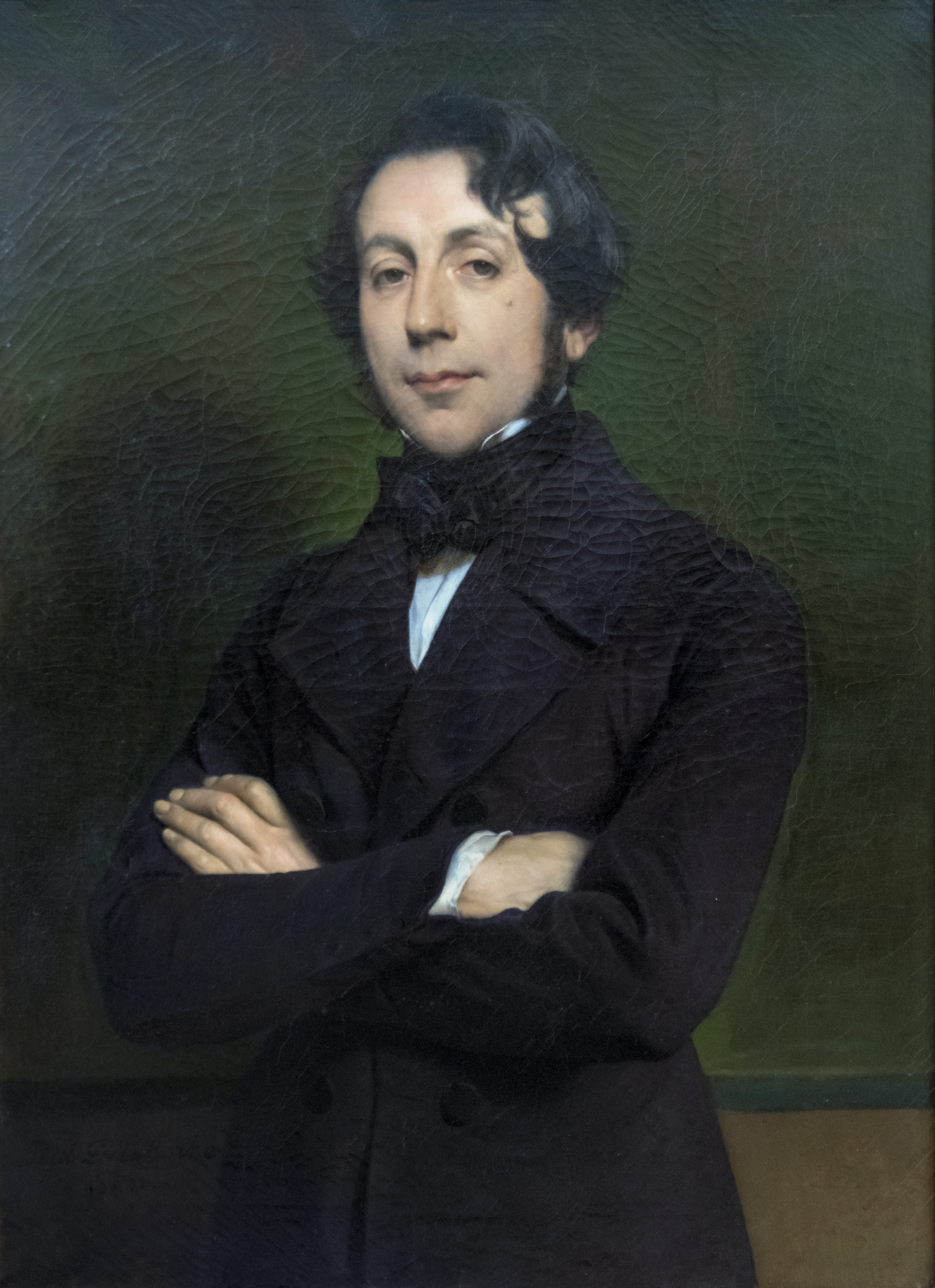
Charles de Rémusat

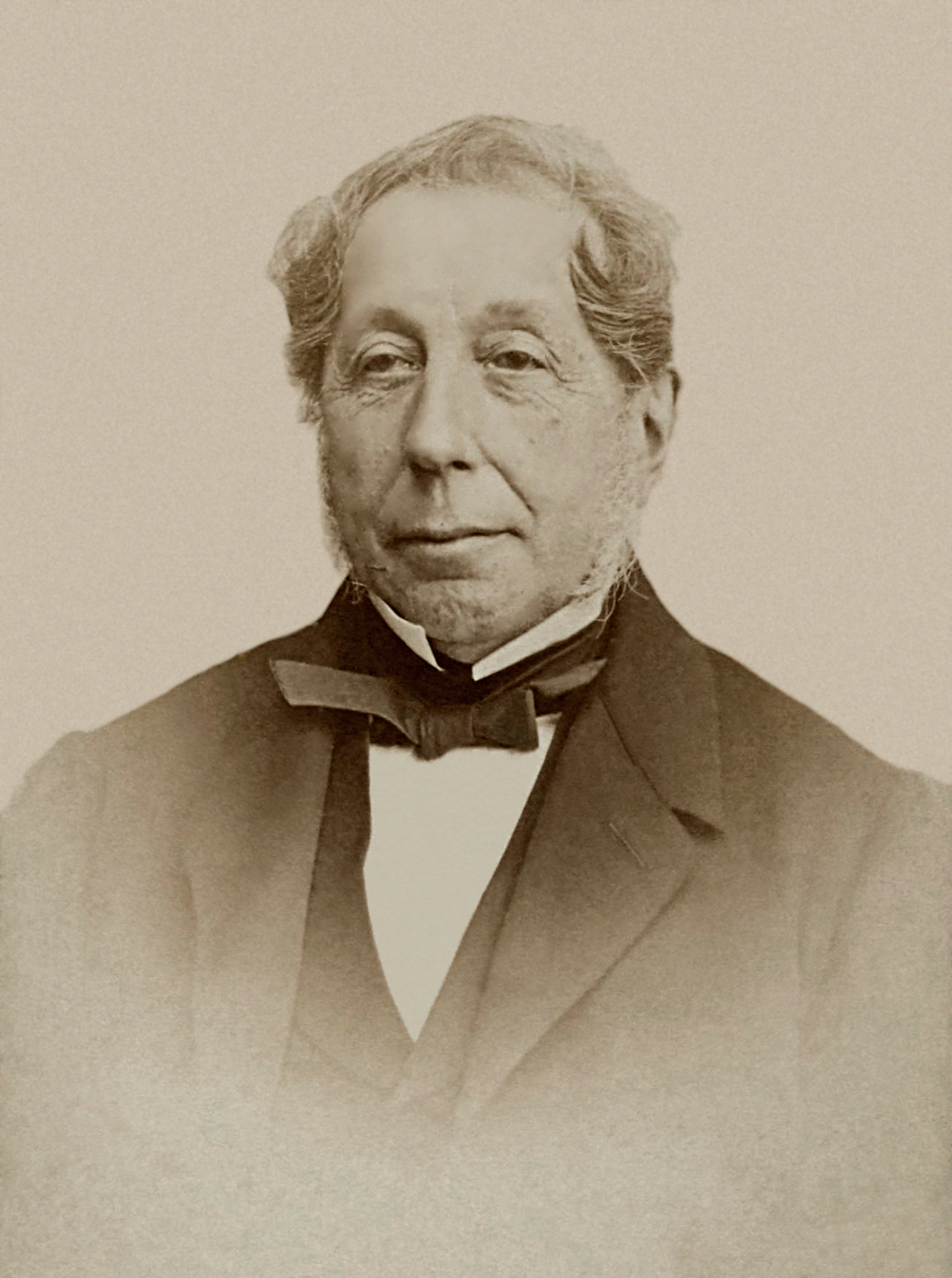
de Rémusat, Foto von Charles (Karl) Reutlinger, ca. 1865.

 Charles François Marie de Rémusat (* 14. März 1797 in Paris; † 4. Juni 1875 ebenda) war ein französischer Politiker und Philosoph.

## Leben
Sein Vater Auguste-Laurent de Rémusat war Kammerherr von Napoleon Bonaparte und später Präfekt der Départements Haute-Garonne und Nord. Seine Mutter Claire Élisabeth Jeanne Gravier de Vergennes, comtesse de Rémusat war Hofdame der Kaiserin Joséphine.
Charles de Rémusat studierte Rechtswissenschaften und wurde 1819 Anwalt. Diesen Beruf übte er aber wenig aus, sondern publizierte in den folgenden zehn Jahren verschiedene philosophische und politische Schriften. Er schrieb in den Zeitschriften Tablettes, Courrier français, Revue des Deux-Mondes und Globe. Nach der Julirevolution wurde am 28. Oktober 1830 in die Nationalversammlung für den Wahlkreis Muret, Département Haute-Garonne gewählt. Diese Funktion hatte er bis 1851 inne. Er schloss sich anfangs den Doktrinären unter Guizot an, trat aber später zum linken Zentrum über.
1836 bekleidet er für einige Zeit die Stelle des Unterstaatssekretärs des Innern. Im Kabinett von Adolphe Thiers war er Innenminister von März bis Oktober 1840. Nach dem Rücktritt dieser Regierung schloss er sich der dynastischen Opposition an.
Am 8. Januar 1846 wurde er Mitglied der Académie française.
Wegen seines Protestes gegen den Staatsstreich von 2. Dezember 1851 wurde er aus Frankreich verwiesen. Er begab sich nach Brüssel, erhielt jedoch schon im September 1852 die Erlaubnis zur Rückkehr. Während der Zeit des Zweiten Kaiserreiches blieb er dennoch der Politik fern und widmete er sich der Geschichte der Philosophie. 1867 wurde er zum Ehrenmitglied (Honorary Fellow) der Royal Society of Edinburgh gewählt.
In der Dritten Republik lehnte er den Botschafterposten in Wien ab. Im August 1871 wurde er dann von seinem alten Freund Adolphe Thiers zum Außenminister berufen, ohne jedoch Abgeordneter zu sein. 1873 wurde er in die American Academy of Arts and Sciences gewählt. Bei einer Nachwahl 1873 kandidierte er erfolglos in Paris. Seine Niederlage führte zum Sturz der Regierung Thiers am 23. Mai 1873. Aber im Oktober 1873 wurde er bei einer Nachwahl im Département Haute-Garonne erneut in die Abgeordnetenkammer gewählt und behielt seinen Sitz dort bis zu seinem Tod am 6. Juni 1875.
In der Philosophie war Charles de Rémusat ein Spiritualist von der Schule von Victor Cousin. Politisch war er zuerst ein Doctrinaire und dann ein Liberaler, Freund von Pierre-Paul Royer-Collard, Adolphe Thiers und Guizot.

## Werke
- Éssais de philosophie (Paris 1842, 2 Bde.), denen er seine Ausnahme in die Akademie der moralischen und politischen Wissenschaften verdankte;
- Abélard (1845, 2 Bde.) und
- De la philosophie allemande (1846), infolge deren er Mitglied der französischen Akademie wurde;
- Saint Anselme de Cantorbéry (1853, 2. Aufl. 1868);
- L’Angleterre au XVIII. siècle (1856, 2 Bde.);
- Critiques et études littéraires (2. Aufl. 1857);
- Bacon, sa vie, son temps, sa philosophie (1857, 2. Aufl. 1858);
- Politique liberale, ou fragments pour servir à la défense de la Révolution française (1860, 2. Aufl. 1875);
- Channing, sa vie et ses oeuvres (1857, 2. Aufl. 1862);
- Philosophie religieuse. De la théologie naturelle en France et en Angleterre (1864);
- Lord Herbert de Cherbury (1874);
- Histoire de la philosophie en Angleterre depuis Bacon jusqu’à Locke (1875, 2 Bde.).

Aus seinem Nachlass wurden zwei Dramen: Abélard (1877) und La Saint-Barthélemy (1878), sowie die Correspondance pendant les premières années de la Restauration (1883–1887, 6 Bde.) veröffentlicht.